# المكبس (فرع العدين)

تعديل مصدري - تعديل

المكبس محلة تابعة لقرية الشجين، التابعة لعزلة العاقبة بمديرية فرع العدين إحدى مديريات محافظة إب في الجمهورية اليمنية، بلغ تعداد سكانها 33 حسب تعداد اليمن لعام 2004.